# Gran Premio motociclistico del Sudafrica 2003
Il Gran Premio motociclistico del Sudafrica 2003 corso il 27 aprile, è stato il secondo Gran Premio della stagione 2003 del motomondiale e ha visto vincere la Honda di Sete Gibernau in MotoGP, Manuel Poggiali nella classe 250 e Daniel Pedrosa nella classe 125.
Alla partenza della gara della classe MotoGP si presenta anche la WCM con una nuova motocicletta; il propulsore della stessa viene però giudicato da una commissione apposita come derivato da quello della Yamaha YZF-R1, pertanto, visto il divieto di correre nel motomondiale con motori derivati dalla produzione di serie, la squadra viene esclusa dalla gara, la squalifica viene poi confermata anche in appello.

## MotoGP

### Arrivati al traguardo
| Pos. | Nº | Pilota           | Squadra                   | Motocicletta       | Giri | Tempo     | Griglia | Punti |
| ---- | -- | ---------------- | ------------------------- | ------------------ | ---- | --------- | ------- | ----- |
| 1º   | 15 | Sete Gibernau    | Telefónica Movistar Honda | Honda RC211V       | 28   | 44:10.398 | 1       | 25    |
| 2º   | 46 | Valentino Rossi  | Repsol Honda              | Honda RC211V       | 28   | +0.363    | 2       | 20    |
| 3º   | 3  | Max Biaggi       | Camel Pramac Pons         | Honda RC211V       | 28   | +5.073    | 3       | 16    |
| 4º   | 12 | Troy Bayliss     | Ducati Marlboro           | Ducati Desmosedici | 28   | +12.606   | 9       | 13    |
| 5º   | 4  | Alex Barros      | Gauloises Yamaha          | Yamaha YZR-M1      | 28   | +18.930   | 10      | 11    |
| 6º   | 11 | Tōru Ukawa       | Camel Pramac Pons         | Honda RC211V       | 28   | +19.113   | 6       | 10    |
| 7º   | 69 | Nicky Hayden     | Repsol Honda              | Honda RC211V       | 28   | +20.156   | 11      | 9     |
| 8º   | 17 | Norick Abe       | Fortuna Yamaha            | Yamaha YZR-M1      | 28   | +20.870   | 14      | 8     |
| 9º   | 7  | Carlos Checa     | Fortuna Yamaha            | Yamaha YZR-M1      | 28   | +22.125   | 7       | 7     |
| 10º  | 19 | Olivier Jacque   | Gauloises Yamaha          | Yamaha YZR-M1      | 28   | +25.218   | 12      | 6     |
| 11º  | 56 | Shin'ya Nakano   | d'Antín Yamaha            | Yamaha YZR-M1      | 28   | +35.903   | 5       | 5     |
| 12º  | 9  | Nobuatsu Aoki    | Proton Team KR            | Proton KR3         | 28   | +39.258   | 15      | 4     |
| 13º  | 21 | John Hopkins     | Suzuki Grand Prix         | Suzuki GSV-R       | 28   | +50.230   | 16      | 3     |
| 14º  | 6  | Makoto Tamada    | Pramac Honda              | Honda RC211V       | 28   | +1:01.441 | 18      | 2     |
| 15º  | 10 | Kenny Roberts Jr | Suzuki Grand Prix         | Suzuki GSV-R       | 28   | +1:04.142 | 17      | 1     |
| 16º  | 88 | Andrew Pitt      | Kawasaki Racing           | Kawasaki ZX-RR     | 28   | +1:23.083 | 20      |       |
| 17º  | 8  | Garry McCoy      | Kawasaki Racing           | Kawasaki ZX-RR     | 27   | +1 giro   | 21      |       |

### Ritirati
| Nº | Pilota            | Squadra              | Motocicletta       | Giri | Griglia |
| -- | ----------------- | -------------------- | ------------------ | ---- | ------- |
| 41 | Noriyuki Haga     | Alice Aprilia Racing | Aprilia RS Cube    | 12   | 19      |
| 65 | Loris Capirossi   | Ducati Marlboro      | Ducati Desmosedici | 8    | 4       |
| 45 | Colin Edwards     | Alice Aprilia Racing | Aprilia RS Cube    | 0    | 8       |
| 99 | Jeremy McWilliams | Proton Team KR       | Proton KR3         | 0    | 13      |

## Classe 250

### Arrivati al traguardo
| Pos. | Nº | Pilota                | Squadra                     | Motocicletta | Giri | Tempo     | Griglia | Punti |
| ---- | -- | --------------------- | --------------------------- | ------------ | ---- | --------- | ------- | ----- |
| 1º   | 54 | Manuel Poggiali       | MS Aprilia                  | Aprilia      | 26   | 42:14.305 | 2       | 25    |
| 2º   | 7  | Randy de Puniet       | Safilo Oxydo-LCR            | Aprilia      | 26   | +0.615    | 1       | 20    |
| 3º   | 21 | Franco Battaini       | Campetella Racing           | Aprilia      | 26   | +5.641    | 3       | 16    |
| 4º   | 5  | Sebastián Porto       | Telefonica Movistar jnr     | Honda        | 26   | +12.147   | 5       | 13    |
| 5º   | 3  | Roberto Rolfo         | Fortuna Honda               | Honda        | 26   | +12.967   | 8       | 11    |
| 6º   | 14 | Anthony West          | Zoppini Abruzzo             | Aprilia      | 26   | +19.569   | 7       | 10    |
| 7º   | 10 | Fonsi Nieto           | Repsol Telefonica Movistar  | Aprilia      | 26   | +23.080   | 4       | 9     |
| 8º   | 24 | Toni Elías            | Repsol Telefonica Movistar  | Aprilia      | 26   | +27.296   | 6       | 8     |
| 9º   | 50 | Sylvain Guintoli      | Campetella Racing           | Aprilia      | 26   | +30.187   | 11      | 7     |
| 10º  | 8  | Naoki Matsudo         | Yamaha Kurz                 | Yamaha       | 26   | +31.447   | 9       | 6     |
| 11º  | 33 | Héctor Faubel         | Aspar Junior                | Aprilia      | 26   | +31.511   | 10      | 5     |
| 12º  | 26 | Alex Baldolini        | Matteoni Racing             | Aprilia      | 26   | +39.311   | 15      | 4     |
| 13º  | 34 | Eric Bataille         | Troll Honda BQR             | Honda        | 26   | +40.209   | 13      | 3     |
| 14º  | 16 | Johan Stigefelt       | Zoppini Abruzzo             | Aprilia      | 26   | +46.756   | 14      | 2     |
| 15º  | 57 | Chaz Davies           | Aprilia Germany             | Aprilia      | 26   | +54.833   | 20      | 1     |
| 16º  | 13 | Jaroslav Huleš        | Yamaha Kurz                 | Yamaha       | 26   | +1:02.623 | 23      |       |
| 17º  | 36 | Erwan Nigon           | Equipe de France - Scrab GP | Aprilia      | 26   | +1:09.165 | 18      |       |
| 18º  | 15 | Christian Gemmel      | Kiefer Castrol-Honda Racing | Honda        | 26   | +1:16.891 | 22      |       |
| 19º  | 18 | Henk van den Lagemaat | Dark Dog Molenaar           | Honda        | 25   | +1 giro   | 24      |       |

### Ritirati
| Nº | Pilota         | Squadra                     | Motocicletta | Giri | Griglia |
| -- | -------------- | --------------------------- | ------------ | ---- | ------- |
| 9  | Hugo Marchand  | Equipe de France - Scrab GP | Aprilia      | 11   | 17      |
| 98 | Katja Poensgen | Dark Dog Molenaar           | Honda        | 10   | 25      |
| 96 | Jakub Smrž     | Elit Grand Prix             | Honda        | 9    | 16      |
| 28 | Dirk Heidolf   | Aprilia Germany             | Aprilia      | 8    | 19      |
| 11 | Joan Olivé     | Aspar Junior                | Aprilia      | 3    | 21      |

### Squalificato
| Nº | Pilota     | Squadra         | Motocicletta | Griglia |
| -- | ---------- | --------------- | ------------ | ------- |
| 6  | Alex Debón | Troll Honda BQR | Honda        | 12      |

## Classe 125

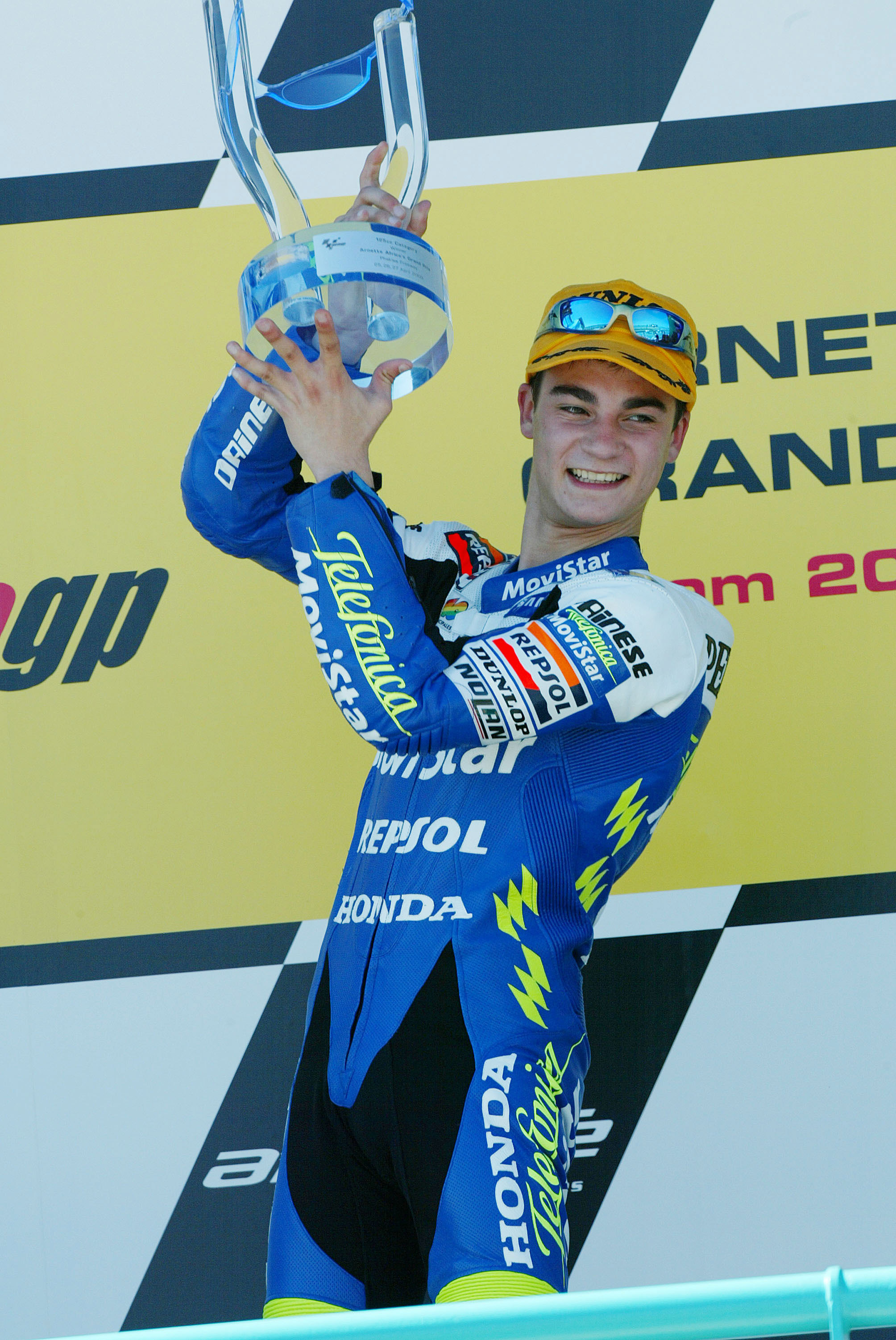
Pedrosa alza sul podio il trofeo del primo classificato

### Arrivati al traguardo
| Pos. | Nº | Pilota            | Squadra                   | Motocicletta | Giri | Tempo     | Griglia | Punti |
| ---- | -- | ----------------- | ------------------------- | ------------ | ---- | --------- | ------- | ----- |
| 1º   | 3  | Daniel Pedrosa    | Telefonica Movistar jnr   | Honda        | 24   | 40:46.694 | 7       | 25    |
| 2º   | 34 | Andrea Dovizioso  | Team Scot                 | Honda        | 24   | +0.356    | 3       | 20    |
| 3º   | 17 | Steve Jenkner     | Exalt Cycle Red Devil     | Aprilia      | 24   | +0.548    | 6       | 16    |
| 4º   | 41 | Yōichi Ui         | Sterilgarda Racing        | Aprilia      | 24   | +0.784    | 1       | 13    |
| 5º   | 22 | Pablo Nieto       | Master-MXOnda-Aspar       | Aprilia      | 24   | +0.839    | 2       | 11    |
| 6º   | 15 | Alex De Angelis   | Racing World              | Aprilia      | 24   | +1.965    | 4       | 10    |
| 7º   | 36 | Mika Kallio       | Ajo Motorsports           | Honda        | 24   | +13.997   | 8       | 9     |
| 8º   | 4  | Lucio Cecchinello | Safilo Oxydo-LCR          | Aprilia      | 24   | +14.790   | 11      | 8     |
| 9º   | 8  | Masao Azuma       | Ajo Motorsports           | Honda        | 24   | +16.790   | 12      | 7     |
| 10º  | 27 | Casey Stoner      | Safilo Oxydo-LCR          | Aprilia      | 24   | +20.649   | 19      | 6     |
| 11º  | 23 | Gino Borsoi       | Racing World              | Aprilia      | 24   | +21.809   | 15      | 5     |
| 12º  | 1  | Arnaud Vincent    | KTM-Red Bull              | KTM          | 24   | +22.015   | 14      | 4     |
| 13º  | 80 | Héctor Barberá    | Master-MXOnda-Aspar       | Aprilia      | 24   | +23.814   | 13      | 3     |
| 14º  | 24 | Simone Corsi      | Team Scot                 | Honda        | 24   | +23.871   | 16      | 2     |
| 15º  | 6  | Mirko Giansanti   | Matteoni Racing           | Aprilia      | 24   | +24.786   | 9       | 1     |
| 16º  | 42 | Gioele Pellino    | Sterilgarda Racing        | Aprilia      | 24   | +39.565   | 24      |       |
| 17º  | 12 | Thomas Lüthi      | Elit Grand Prix           | Honda        | 24   | +42.280   | 22      |       |
| 18º  | 32 | Fabrizio Lai      | Semprucci Angaia Malaguti | Malaguti     | 24   | +42.379   | 25      |       |
| 19º  | 79 | Gábor Talmácsi    | Exalt Cycle Red Devil     | Aprilia      | 24   | +51.145   | 10      |       |
| 20º  | 58 | Marco Simoncelli  | Matteoni Racing           | Aprilia      | 24   | +51.186   | 18      |       |
| 21º  | 33 | Stefano Bianco    | Metis Gilera Racing       | Gilera       | 24   | +53.316   | 17      |       |
| 22º  | 63 | Mike Di Meglio    | Freesoul Racing           | Aprilia      | 24   | +55.253   | 30      |       |
| 23º  | 26 | Emilio Alzamora   | Caja Madrid Derbi Racing  | Derbi        | 24   | +56.952   | 21      |       |
| 24º  | 48 | Jorge Lorenzo     | Caja Madrid Derbi Racing  | Derbi        | 24   | +57.035   | 20      |       |
| 25º  | 19 | Álvaro Bautista   | Seedorf Racing            | Aprilia      | 24   | +58.109   | 26      |       |
| 26º  | 14 | Chris Martin      | Seedorf Racing            | Aprilia      | 24   | +58.622   | 28      |       |
| 27º  | 31 | Julián Simón      | Semprucci Angaia Malaguti | Malaguti     | 24   | +1:05.036 | 27      |       |
| 28º  | 10 | Roberto Locatelli | KTM-Red Bull              | KTM          | 24   | +1:11.674 | 29      |       |
| 29º  | 78 | Peter Lenart      | Metasystem Racing Service | Honda        | 24   | +1:35.808 | 33      |       |

### Ritirati
| Nº | Pilota           | Squadra                   | Motocicletta | Giri | Griglia |
| -- | ---------------- | ------------------------- | ------------ | ---- | ------- |
| 11 | Max Sabbatani    | Abruzzo Racing            | Aprilia      | 10   | 23      |
| 21 | Leon Camier      | Metasystem Racing Service | Honda        | 9    | 32      |
| 25 | Imre Tóth        | Team Hungary              | Honda        | 2    | 31      |
| 7  | Stefano Perugini | Abruzzo Racing            | Aprilia      | 1    | 5       |